# Сараса (село)
Сараса́ — село в Алтайском районе Алтайского края России, административный центр Пролетарского сельсовета.

## География
Село расположено в юго-восточной части края, в 8 км к юго-юго-востоку от села Алтайское и в 198 км к юго-востоку от Барнаула.
Уличная сеть
Село вытянуто на 5 км вдоль реки Сараса (приток Каменки). В нём 6 улиц: Красноармейская, Кузьмина, Молодёжная, Новая, Полевая и Садовая
Ближайшие населенные пункты
Пролетарка 8 км, Большая Кыркыла 12 км, Черемшанка 14 км, Макарьевка 15 км, Басаргино 16 км.
Транспорт
Через село проходит местная автодорога Алтайское — Черга (Р256), автобусное сообщение соединяет село с населёнными пунктами района.

## Природа, климат
Рельеф окрестностей — предгорье и горы (отроги Семинского хребта).
Растительность представлена лиственницами, соснами, перемежается с березой и осиной. Из трав — преимущественно луговые и таёжные виды. Представители животного мира: лиса, белка, бурундук, барсук, косуля, ласка, ёж, суслик. Птицы — глухарь, рябчик, воробей, сорока, синица и др.
Климат умеренно континентальный, лето теплое, бывает засушливое. Зима умеренно морозная и снежная. Средняя температура января — 16,8 по Цельсию, в июле +19,2.

## История
«Список населенных мест Сибирского края», изданный в 1928 году, в графе «основание населённого пункта» указывает дату — 1795 год, но краевед Ю. С. Булыгин утверждает, что дата не подтверждается документальными источниками. Исследуя архивы по заселению предгорий Алтая, он приходит к выводу, что первые поселения в этом районе были основаны только в начале XIX века.
Крестьяне, находя места для поселения, в основном возле рек, подавали прошения в Канцелярию Колыванского камнерезного завода. В 1812 году 23 февраля, управитель Биглов разрешил крестьянам Енисейской волости поселиться по реке Сараса. Однако позже часть переселенцев ушла в деревни Верхняя и Нижняя Каменка. Поэтому при проведении ревизии 1834 года деревня Сараса не числится, хотя крестьяне продолжали жить на берегу реки.
Документальное свидетельство о поселении у речки Сарасы относится к 40-м годам XIX века. Ведомость, фиксирующая хлебозапасные магазины в Смоленской волости, в 1842 год содержит название «деревня Сарасинская», также указано, что в ней проживают 4 государственных крестьян. Позднее в деревню начали съезжаться переселенцы из Смоленской волости, а также алтайцы и жители из окрестных деревень. Сараса стала одним из первых центров административно-территориального деления в Горном Алтае. В 1893 году деревня Сараса — центр Сарасинской инородческой управы, имеется небольшая церковноприходская школа. В ней 153 крестьянских двора, 56 некрестьянских дворов, 459 жителей (229 мужчин и 230 женщин).
В 1911 году в селе Сарасинском 185 дворов и в них 1194 жителя. В 1926 году по переписи насчитывалось уже 345 хозяйств. В соответствии с составом населения, в котором преобладали жители русской национальности, и местоположением, село было выведено из состава Ойротской волости и включено в состав Алтайского района.
После создания совхоза «Пролетарский», село Сараса было включено в состав Пролетарского сельсовета и со временем стала его центром и самым крупным населенным пунктом. В 1992 году в селе насчитывалось 1120 жителей.

## Население
| 1997  | 1998  | 1999  | 2000  | 2001  | 2002  | 2003  |
| ----- | ----- | ----- | ----- | ----- | ----- | ----- |
| 1074  | ↗1076 | ↗1121 | ↗1131 | ↗1198 | ↘1165 | ↘1150 |
| 2004  | 2005  | 2006  | 2007  | 2008  | 2009  | 2010  |
| ↗1169 | ↘1120 | ↘1089 | ↘1080 | ↘1055 | ↗1167 | ↘1053 |
| 2011  | 2012  | 2013  |       |       |       |       |
| ↗1056 | ↘1035 | ↘1023 |       |       |       |       |

Национальный состав (2010): русские — 93 %, немцы — 4,6 %

## Инфраструктура
В селе есть сельскохозяйственный потребительский снабженческий кооператив «Алтайкаим 2», в котором разводят скот, выращивают кормовые культуры, занимаются заготовкой растительных кормов и другими видами коммерческой деятельности, кооператив «Пролетарский» (производит мясо, молоко, мясные полуфабрикаты, хлебобулочные изделия); крестьянско-фермерские хозяйства; два детских сада и школа; торговые компании, осуществляющие розничную торговлю.

## Туризм
Одной из достопримечательностей лога Арбанак, расположенного на окраине села, является отвесная скала, напоминающая поднятый вверх палец руки. Местные жители называют её Чёртов Палец.